# Bardiche

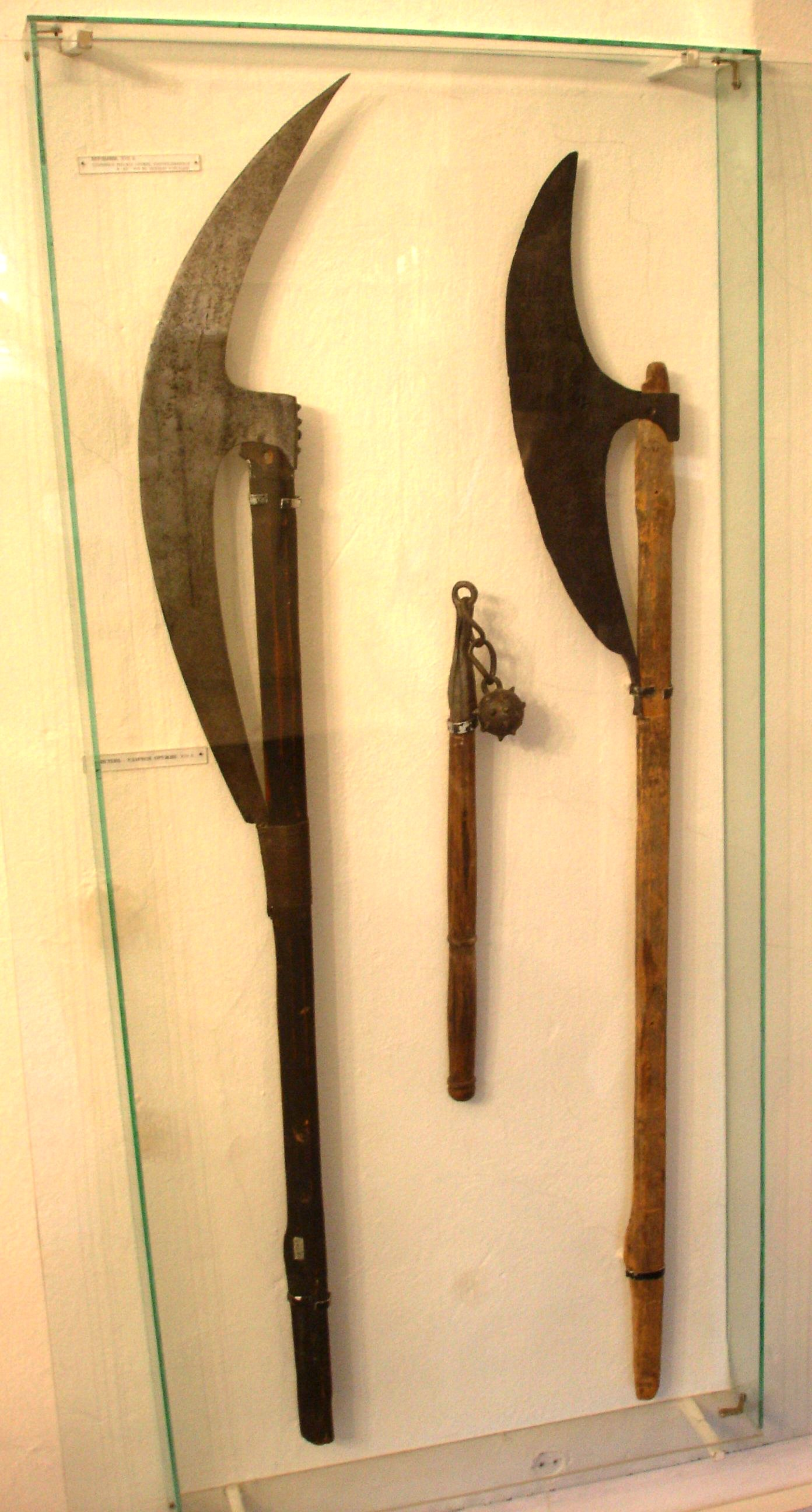
Exemples de bardiches.

La bardiche est une arme d'hast, équipée d'un fer de hache allongé en forme de croissant. Le fer a deux points de fixation à la hampe : une à l’extrémité basse du croissant, l’autre en son milieu. L’extrémité haute du croissant forme une pointe permettant une utilisation d’estoc. La bardiche fut inventée en Europe orientale dans le courant du XIIe siècle, dans la région de Novgorod faisant partie de l'actuelle Russie.
La bardiche était une arme particulièrement efficace du fait de sa polyvalence : pas trop longue ni trop lourde, son fer robuste lui permettait de résister au choc de cavalerie lors de la charge, et sa longueur donnait l'avantage de causer de très profondes blessures, voire de tuer sur le coup les chevaux en les décapitant ou en les échinant, et la pointe permettait de transpercer les plates des armures. La hallebarde, est une modification créée par les pays occidentaux visant à égaler la bardiche. La hallebarde sépare le tranchant et la pointe, maintenant deux fers distincts mais forgés d'une seule pièce.